# Classic Albums: Metallica: The Black Album
Classic Albums: Metallica - Metallica é um documentário em DVD sobre a gravação do álbum Metallica, da banda homônima. Faz parte da terceira temporada da série Classic Albums, lançada pela Isis Productions/Eagle Rock Entertainment, e foi lançado em 6 de novembro de 2001, poucos meses após o baixista Jason Newsted abandonar o grupo.
O documentário cobre a história por trás da criação do álbum, e inclui entrevistas com membros da banda e seu novo produtor, Bob Rock, bem como imagens de arquivo do processo de gravação. O programa mostra as faixas originais gravados no estúdio, além de gravações demo, juntamente com cinco singles do álbum: "Enter Sandman", "Sad But True", "The Unforgiven", "Wherever I May Roam" e "Nothing Else Matters".

## Capítulos
1. "Enter Sandman"
2. "Sad but True"
3. "Holier Than Thou"
4. "The Unforgiven"
5. "Wherever I May Roam"
6. "Nothing Else Matters"
7. "Créditos finais"

### Entrevistas-bônus
1. "James & Lars Discuss Songwriting"
2. "Drum Recording Techniques"
3. "Kirk's Guitar Solo - "Wherever I May Roam""
4. "Jason Talks About "My Friend of Misery""
5. "Bob Rock in the Desert"
6. "The Mix, the Masters and the End of the Story"
7. "The God That Failed"